# Drago Perović
Drago Perović (Gorica kod Trebinja, BiH, 20. rujna 1888. - Zagreb, 6. siječnja 1968.), hrvatski liječnik i anatom, jedan od osnivača Medicinskog fakulteta u Zagrebu
Nakon završetka školovanja u Beču radio jedno vrijeme kao asistent prof. Hochstettera.
Godine 1913. biva promoviran Sub auspiciis Imperatoris i tom prilikom prima carski orden.
U studenom 1917. prihvaća vođenje anatomske katedre pri Sveučilištu u Zagrebu postavši time njen prvi predstojnik i osnivač. Dana 12. siječnja 1918. Perović u auli Sveučilišta održava uvodno predavanje "O smjeru nastavnog i znanstvenog rada u anatomiji", čime s radom započinje Medicinski fakultet u Zagrebu. Predavanju su prisustvovali predstavnici državne administracije, sveučilišni profesori, članovi Zbora liječnika Hrvatske i studenti. Perović paralelno osniva i Anatomski institut s muzejskim postavom, uključujući osteološku zbirku rastavljenih lubanja, jedinstvenu u svijetu.
Znanstveno se dr. Perović bavio funkcionalnom anatomijom labirinta, nosa i paranazalnih sinusa, otkrivši nepoznate anatomske detalje i zakonitosti u razvoju tih tvorbi. U razdoblju u kojem je djelovao i vodio, kroz Zavod je prošlo više od 15 000 studenata medicine.
Od 1925. do 1926. obnašao je dužnost rektora Sveučilišta u Zagrebu, bio je redoviti član Jugoslavenske akademije znanosti i umjetnosti i sudjelovao u pisanju i uređivanju Hrvatske enciklopedije kao glavni urednik područja medicinskih znanosti.

## Vanjske poveznice
- unizg.hr: Drago Perović